# Књига пророка Наума
Књига пророка Наума је 21 књига Танаха, односно Старог завјета, које је написао пророк Наум.
Књига преставља поему, која садржи предсказање пада Ниниве, пријестонице моћног Асирског краљевства. Поема је вјероватно требало да се изводи у Храму. За књигу је карактеристично што је написана поетским језиком, са много поређења и метафора.

## Аутор
У првом стиху књиге налази се запис „књига од утваре Наума Елкошанина“. Међутим о пророку Науму се не зна готово ништа. Његово име значи „утјешитељ“ и вјероватно је скраћени облик имена Нехемија (Господ утјешитељ). Његово име указује на град Елкос, али и за постојање овог града нема конкретних информација. Постоји шанса да је пророк имао везе са мјесто Капернаумом (Наумово село).

## Вријеме писања
За вријеме писања ове књиге са сигурношћу се може узети вријеме пада Тебе и Ниниве, то јесте између 663. и 612. године п. н. е. у сваком случају може се говорити о 7. вијеку п. н. е. Међутим, постоје и ранија датирања писања књиге.